# Sterlitamak
Sterlitamak (russisk: Стерлитамак, tr. Sterlitamak) er en by i Republikken Basjkortostan, der ligger i Volgas føderale distrikt i Den Russiske Føderation. Byen har 277.410 (2021) indbyggere.
Sterlitamak er et stort center for kemisk industri. Byens økonomiske potentiale er i høj grad bestemt af nogle få store kemiske og petrokemiske virksomheder. Den største virksomhed i byen er Bashkir Soda Company (BSC).